# Франц Набъл
Франц Набъл (на немски: Franz Nabl) е австрийски драматург и белетрист.

## Биография
Франц Набъл е роден на 16 юли 1883 г. в Лоучен, град в Бохемия, днес в Чехия. Баща му е съветник в имението на фамилията Турн и Таксис. След пенсионирането му през 1886 г. семейството се пренася във Виена.
От 1902 до 1907 г. Франц Набъл следва четири семестъра право, а после философия във Виенския университет. Работи като литературен редактор във вестник Грацер Тагеблат в Грац от 1924 до 1927 г.
Франц Набл умира на 90-годишна възраст.

## Награди и отличия
- 1921: Bauernfeld-Preis
- 1938: Wolfgang-Amadeus-Mozart-Preis der Goethe-Stiftung
- 1943: Ehrendoktor der Universität Graz
- 1952: „Литературна награда на Виена“
- 1955: „Награда Петер Розегер“
- 1956: „Голяма австрийска държавна награда за литература“
- 1969: Österreichisches Ehrenzeichen für Wissenschaft und Kunst

През 1975 г. град Грац учредява в чест на писателя международната литературна награда „Франц Набл“, която се присъжда на всеки две години.